# Георгій VI Малий
Георгій VI Малий (пом. 1313) — цар Східної Грузії з династії Багратіоні.

## Життєпис
Був сином царя Давида VIII. Був призначений на престол Східної Грузії ільханом Олджейту після смерті його батька 1311 року. Правив під регентством свого дядька Георгія Блискучого. Помер 1313 року.